# 綾瀬しおり
綾瀬 しおり（あやせ しおり、1983年2月1日 - ）は、日本の元AV女優。静岡県出身。ティーパワーズ所属。

## 略歴
2006年10月25日に『恥じらい！潮吹きお姉さん』でh.m.pからAVデビュー。

## 作品

### アダルトビデオ

#### 2006年
- 恥じらい！潮吹きお姉さん（10月25日、h.m.p）
- 憧れのお姉様にエッチなおねだり（11月25日、h.m.p）
- 『Hなお姉さんは好きですか？』（12月10日）
- コスプレお姉さんエッチ（12月25日、h.m.p）

#### 2007年
- 『淫らなお姉さんは好きですか？』（1月7日）
- 玄関あけたら素敵なお姉さま（1月25日、h.m.p）
- 『EROS』（2月11日）
- 綺麗なエロ姉さん 4時間（2月21日、ビデオバンク）
- ハメまくり!痴女フェロモン（2月25日、h.m.p）
- Candy 240min. Volume1（3月21日、ビデオバンク）
- 犯される女教師が見たい？（3月25日、h.m.p）
- h.m.p人気女優 コスプレギガMiX4時間（4月10日、ビデオバンク）
- h.m.p新作AVガイド8時間 2007春号（4月21日、ビデオバンク）
- お姉さまのヒクヒクイク穴（4月25日、h.m.p）
- ディープインパクト（5月7日、プレミアム）
- 失禁、潮吹きナース。（6月7日、プレミアム）
- h.m.pカウントダウン2007[orion] BEST HIT Ranking 4時間（6月21日、ビデオバンク）
- 誘惑女教師（7月7日、プレミアム）
- Candy 240min. Volume2（7月10日、ビデオバンク）
- プレミアム・ビューティー 叶樹梨＆綾瀬しおり（8月7日、プレミアム）
- スーパークリア新基準モザイク 電マBomb! 4時間（8月10日、ビデオバンク）
- オトナの変態●稚園（9月7日、プレミアム）
- ヌケる!熱狂2時間!![マジイキする女×24人] vol.1（9月25日）
- 電マBomb!4時間 DVD＆CDレンタル（9月25日）
- 超高級潮吹きソープ嬢（10月7日、プレミアム）
- スーパークリア新基準モザイク 美脚Bomb! 4時間（10月10日）
- デビュー初セックス限定4時間（10月21日、ビデオバンク）
- しおり先生の誘惑授業（11月1日、アイデアポケット）
- 2007年上半期 プレミアム傑作選（11月7日、プレミアム）
- 綾瀬しおりマニア4時間 スーパーアイドル BEST（11月21日、ビデオバンク）
- 失禁、汁だくお姉さん。（11月24日）
- パイパン×失禁×潮吹き×プレミアデジタルモザイク（12月7日、プレミアム）
- 『ECSTASY』（12月7日）
- 『セックスマスター』（12月7日）
- ヌケる!熱狂2時間!![超ズリネタ×50連発] vol.2（12月25日、h.m.p）

#### 2008年
- best celebrity SEX［ベストセレブリティモデル4時間］（1月1日、ビデオバンク）
- h.m.p人気女優 オナニー50連発!!!!ギガMiX4時間（1月1日、h.m.p）
- プレミア女優のフェラチオBEST 2（1月7日、プレミアム）
- 失禁、潮吹き×プレミアデジタルモザイク（1月7日、プレミアム）
- 放尿、失禁、大量潮吹き126連発スペシャル!（2月7日、プレミアム）
- DIGITAL CHANNEL（3月1日、アイデアポケット）
- ヌケる!熱狂2時間!![マジイキする女×24人] vol.1（3月3日、h.m.p）
- プレミア女優30人に濃厚舌上、顔面発射!（4月7日）
- 綾瀬しおり 生中出しスペシャル（4月7日、プレミアム）
- AVアイドル16人 マジでイキます!連続絶頂4時間（4月10日、ビデオバンク）
- Spermania VOL.19（5月1日、アイデアポケット）
- プレミア女優の騎乗位FUCK4時間スペシャル（5月7日、プレミアム）
- 質問は後にして… 美人女教師20人のノンストップ連続8時間授業（6月1日、アイデアポケット）
- LIP SMILE（6月1日、アイデアポケット）
- h.m.p人気女優 ザーメン111連射!!!!ギガMiX4時間（6月10日、ビデオバンク）
- SEX魅シュラン4時間 vol.2（6月10日、ビデオバンク）
- パイパン×失禁×潮吹き×プレミアムセックス（6月24日、プレミアム）
- 潮吹きクィーンズSPECIAL EDITION 美女だらけの大噴水祭8時間（7月1日）
- BLACK FUCK（7月1日、アイデアポケット）
- 失禁、潮吹き×プレミアムセックス（7月24日、プレミアム）
- しみけんのプライベート7FUCK 2（8月1日、アイデアポケット）
- 6SEX 綾瀬しおり（8月1日、アイデアポケット）
- プレミア女優の美尻コレクション 2（8月7日、プレミアム）
- もしも綾瀬しおりが色々な風俗嬢だったら（9月1日、アイデアポケット）
- プレミア女優×プレミア女優 超豪華競演スペシャル4時間（9月7日、プレミアム）
- 魅惑の美人女教師10人の誘惑授業240分スペシャル（10月1日、アイデアポケット）
- アメスク 13（10月22日、プレステージ）
- 若奥様は潮噴きティーチャー（11月1日、アイデアポケット）
- プレミアソープ嬢10人 V.I.P6時間スペシャル2（12月7日、プレミアム）
- 綾瀬しおりプレミアムBEST4時間（12月7日、プレミアム）

#### 2009年
- 顔射の美学 09（1月1日、プレステージ）
- 綾瀬しおり つゆだく240分スペシャル（2月1日、アイデアポケット）
- コスプレモード女子校生 05（3月10日、ラストラス）
- プレミアソープ嬢10人 V.I.P.6時間スペシャル3（9月7日、プレミアム）

#### 2010年
- 「謎の絶世美女」和希あや (6月1日、アイデアポケット)

### 無修正作品

#### 2009年
- MIKADO Vol.12 綾瀬しおり（10月6日、MIKADO）
- MIKADO Vol.15 綾瀬しおり（12月4日、MIKADO）

#### 2010年
- ENCORE Vol.09 綾瀬しおり (９月16日、ステージ2メディア)

#### 2011年
- ENCORE Vol.27 綾瀬しおり（6月8日、ステージ2メディア）
- バカンス気分で今日は大胆に！(7月28日、一本道）
- 超快感！真夏の爽快セックス（8月25日、一本道）

#### 2012年
- エッチな職業 Part1 （11月14日、一本道）
- エッチな職業 Part2 （12月18日、一本道）

## 出演

### イベント
- 夏目ナナプロデュース『PLAYBOY CHANNEL NIGHT 2008』（2008年2月15日、新宿フェイス）駿河一＆吉川祐太組マネジャー[1]